# Bell megye (Texas)
Bell megye az Amerikai Egyesült Államokban, azon belül Texas államban található. Megyeszékhelye Belton, legnagyobb városa Killeen. Lakosainak száma 370 647 fő (2020. április 1.). Bell megye McLennan, Falls, Milam, Williamson, Burnet, Lampasas és Coryell megyékkel határos.

## Népesség
A megye népességének változása:
| Lakosok száma | 312 946 | 316 346 | 323 536 | 326 843 | 334 941 | 370 647 |
|               | 2010    | 2011    | 2012    | 2013    | 2015    | 2020    |